# Marcin Ułanowski
Marcin Ułanowski, ps. U1 (ur. 16 lutego 1976 w Brodnicy) – polski perkusista. Członek Akademii Fonograficznej ZPAV.
Edukację muzyczną rozpoczął w iławskiej orkiestrze dętej pod batutą Bogdana Olkowskiego i pod okiem Karola Jurczaka. Kontynuował w Państwowej Szkole Muzycznej w Olsztynie w klasie perkusji pod kierunkiem Karola Jurczaka. Ukończył PSM II stopnia, Wydział Jazzu na Bednarskiej w Warszawie w klasie Kazimierza Jonkisza, a następnie studia magisterskie w Instytucie Jazzu Akademii Muzycznej w Katowicach w klasie Adama Buczka.
Współpracował z zespołami: Sistars, Sto % Bawełny, Muzykoterapią, Kucz/Kulka, Blast Muzungu, Poke, Benzyna, Zagi, Timeless, Cieślak i Księżniczki oraz z Kasią Kowalską, Muńkiem, Marceliną, Andrzejem Smolikiem, Arturem Rojkiem, Maciejem Ulatowskim, Januszem Skowronem, Kamilem Szuszkiewiczem, Buslav, Wielkie Joł, Albo Inaczej, Orkiestrą Dętą z Iławy. Aktualnie tworzy sekcję rytmiczną w zespole Dawida Podsiadły, Artura Rojka, Ani Dąbrowskiej, Korteza, Loco Star, Ballady i Romanse oraz w projekcie solowym Barbary Wrońskiej.
Ze związku z Kasią Kowalską ma syna Ignacego.

## Dyskografia
- Sistars – Siła sióstr (2002, Wielkie Joł)[4]
- Monika Brodka – Moje piosenki (2006, Sony BMG)[5]
- Ania Dąbrowska – Kilka historii na ten sam temat (2006, Sony BMG)[6]
- Maryla Rodowicz – Jest cudnie (2008, Sony BMG)[7]
- Iza Kowalewska – Diabeł mi cię dał (2013, Universal Music)[8]
- Artur Rojek – Składam się z ciągłych powtórzeń (2014, Kayax)[9]
- Albo Inaczej (2015, Alkopoligamia.com)[10]
- Ballady i Romanse – Córki dancingu (2016, Warner Music Poland)
- Dawid Podsiadło – Małomiasteczkowy (2018, Sony Music Entertainment)[11]
- Kortez – Mini dom (2018, Jazzboy)[12]